# Yeşilyurt (district, Tokat)
Yeşilyurt is een Turks district in de provincie Tokat en telt 11.921 inwoners (2007). Het district heeft een oppervlakte van 199,0 km². Hoofdplaats is Yeşilyurt.
De bevolkingsontwikkeling van het district is weergegeven in onderstaande tabel.
| 1997   | 2000   | 2007   |
| ------ | ------ | ------ |
| 15.107 | 14.511 | 11.921 |